# فاي خضرة
فاي خضرة (ولد في 9 سبتمبر 1991) هو عارض أزياء ومهندس معماري ومصمم ومغني وكاتب أغاني أمريكية، من أصول فلسطينية.

## نشأته وتعليمه
ولد خضرة في لوس أنجلوس، كاليفورنيا، لكنه نشأ في الرياض، ولندن، ودبي. لديه شقيقتان توأم متطابقتان سيمي وهيز خضرة، وهما دي جي معروفتان باسم "سيمي هاز". والده جامع ووالدته تمتلك متجرًا متخصصًا في نمط الحياة في المملكة العربية السعودية يُدعى فن الحياة. حصل خضرة على درجة في الهندسة المعمارية من المدرسة الأمريكية في دبي.

## حياتها العملية
في عام 2017، ظهر خضرة في الفيديو الموسيقي لأغنية تشارلي إكس سي إكس. في عام 2018، شارك في كتابة أغنية "Runnin'"، وهي أغنية لفرقة Blood Orange في ألبومه الرابع، وظهر صوت خضرة في أغنية "Runnin'" وثلاث أغانٍ أخرى في الألبوم.
في عام 2019، شارك في كتابة أغنية "ربما" لجوستين سكاي. في نوفمبر 2020، عمل خضرة كأمين ضيفة في دار سوذبيز. ابتكر خضرة مجموعة معاصرة، صُممت لتكون "أكثر جاذبية للجمهور الأصغر سنًا.
في يناير 2022، تعاون خضرة مع أوليفر بيبولز في تصميم مجموعة نظارات. كانت هذه هي المرة الأولى التي يتعاون فيها أوليفر بيبولز مع شخص فردي، كانت نظارات فاي ستايل الشمسية متوفرة بخمسة ألوان وصُممت "لتبدو جيدة على الجميع". روّج خضرة للنظارات الشمسية من خلال استضافة حفل عشاء على مهبط طائرات هليكوبتر في لوس أنجلوس.
في فبراير 2022، عرض منحوتة في معرض لوس أنجلوس الفني بعنوان "الأواني"، حيث نحت خضرا منحوتة من الأرض. في نفس الشهر، شارك  في حملة إعلانية لعطر رالف لورين، Ralph's Club. ظهرت في فيديو حملة العطر إلى جانب جيجي حديد، ولاكي بلو سميث، ولوكا سابات.
في أبريل 2023، انضم خضرة إلى مجموعة ديور. في أكتوبر 2023، وشارك في عرض أزياء بالينسياغا لربيع 24 في باريس.